# میکو لامپی
میکو لامپی (فنلاندی: Mikko Lampi؛ زادهٔ ۳ ژوئن ۱۹۵۲) بازیکن فوتبال اهل فنلاند بود.